# Bahnstrecke Neunkirchen a Sand–Simmelsdorf-Hüttenbach
| Haltepunkt Simmelsdorf-Hüttenbach (2017) |                                                   |                                               |                                               |
| Streckennummer (DB): | 5925                                              |                                               |                                               |
| Kursbuchstrecke (DB): | 1892 (1914), 421a (1944, 1946), 891.3, 891 (2021) |                                               |                                               |
| Streckenlänge: | 9,774 km                                          |                                               |                                               |
| Spurweite: | 1435 mm (Normalspur)                              |                                               |                                               |
| |                                                   |                                               |                                               |
| \| \| \| von Nürnberg Hbf \| \| \| \| 0,000 \| Neunkirchen a Sand (1895–1970 Schnaittach Bf) \| Neunkirchen a Sand (1895–1970 Schnaittach Bf) \| \| \| \| nach Cheb \| \| \| \| \| Anschluss Lämmerzahl \| \| \| \| 1,578 \| Speikern \| Speikern \| \| \| 3,299 \| Rollhofen \| Rollhofen \| \| \| \| Industrieanschluss \| \| \| \| \| Schnaittach \| \| \| \| 4,934 \| Schnaittach Markt (ehem. Bf) \| Schnaittach Markt (ehem. Bf) \| \| \| \| Schnaittach \| \| \| \| 6,430 \| Hedersdorf \| Hedersdorf \| \| \| \| Bundesautobahn 9 \| \| \| \| \| Schnaittach \| \| \| \| \| Schnaittach \| \| \| \| 9,774 \| Simmelsdorf-Hüttenbach (ehem. Bf) \| 376 m \| \| \| \| \| \| \| Quellen: [1] \| \| \| \| |                                                   |                                               |                                               |
| Strecke |                                                   | von Nürnberg Hbf                              | von Nürnberg Hbf                              |
| Bahnhof | 0,000                                             | Neunkirchen a Sand (1895–1970 Schnaittach Bf) | Neunkirchen a Sand (1895–1970 Schnaittach Bf) |
| Abzweig geradeaus und nach rechts |                                                   | nach Cheb                                     | nach Cheb                                     |
| Abzweig geradeaus und ehemals von links |                                                   | Anschluss Lämmerzahl                          | Anschluss Lämmerzahl                          |
| Haltepunkt / Haltestelle | 1,578                                             | Speikern                                      | Speikern                                      |
| Haltepunkt / Haltestelle | 3,299                                             | Rollhofen                                     | Rollhofen                                     |
| Abzweig geradeaus und ehemals nach links |                                                   | Industrieanschluss                            | Industrieanschluss                            |
| Brücke über Wasserlauf |                                                   | Schnaittach                                   | Schnaittach                                   |
| Haltepunkt / Haltestelle | 4,934                                             | Schnaittach Markt (ehem. Bf)                  | Schnaittach Markt (ehem. Bf)                  |
| Brücke über Wasserlauf |                                                   | Schnaittach                                   | Schnaittach                                   |
| Haltepunkt / Haltestelle | 6,430                                             | Hedersdorf                                    | Hedersdorf                                    |
| Strecke mit Straßenbrücke |                                                   | Bundesautobahn 9                              | Bundesautobahn 9                              |
| Brücke über Wasserlauf |                                                   | Schnaittach                                   | Schnaittach                                   |
| Brücke über Wasserlauf |                                                   | Schnaittach                                   | Schnaittach                                   |
| Haltepunkt / Haltestelle Streckenende | 9,774                                             | Simmelsdorf-Hüttenbach (ehem. Bf)             | 376 m                                         |
| |                                                   |                                               |                                               |
| Quellen: |                                                   |                                               |                                               |

Die Bahnstrecke Neunkirchen a Sand–Simmelsdorf-Hüttenbach, in neuerer Zeit auch als Schnaittachtalbahn bezeichnet, ist eine eingleisige Nebenbahn in Mittelfranken. Sie zweigt am Bahnhof Neunkirchen a Sand von der Bahnstrecke Nürnberg–Cheb ab und verläuft von dort aus Richtung Norden durch das Tal der Schnaittach bis zum Endbahnhof Simmelsdorf-Hüttenbach.

## Geschichte

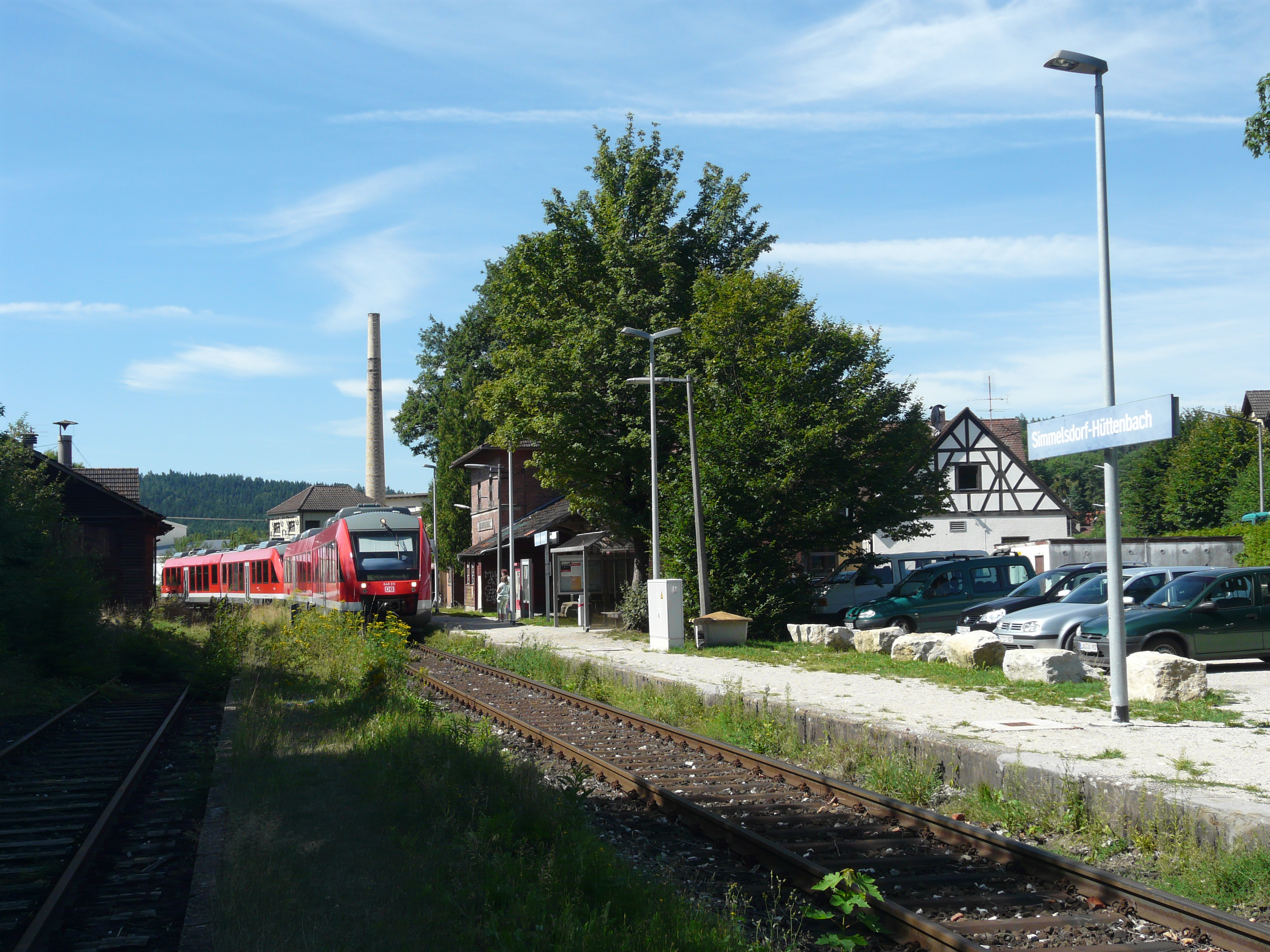
In Simmelsdorf einfahrender Personenzug (2008)

Eröffnet wurde die Stichbahn am 5. Dezember 1895 als Bahnstrecke Schnaittach Bahnhof–Schnaittach Markt, nachdem die Einbindung Schnaittachs in die Bahnstrecke von Nürnberg nach Bayreuth zugunsten der Führung durch das Pegnitztal gescheitert war. Der Name des Ausgangsbahnhofes Schnaittach Bahnhof wurde 1970 in Neunkirchen a Sand geändert.
Eine ab 1907 geplante Erweiterung ins 12 km entfernte Betzenstein wurde aufgrund von Uneinigkeiten über die Trassenführung und den Ausbruch des Ersten Weltkriegs nie verwirklicht. Zugkreuzungen fanden früher im ehemaligen Bahnhof Schnaittach Markt statt, der nach Rückbau und Entfernung der Weichenanlagen nur mehr ein Haltepunkt ist.
Für den Betrieb mit Dampflokomotiven wurde in Simmelsdorf-Hüttenbach ein zweiständiger Lokschuppen mit Wasserkran errichtet. Der Lokschuppen war 2017 ohne Gleisanschluss noch vorhanden. Er verfällt mangels Nutzung zusehends.
Seit 27. September 1987 ist die Strecke in den Verkehrsverbund Großraum Nürnberg (VGN) integriert und hat dort die Liniennummer RB 31. Im Zuge des Konjunkturprogramms wurden die Bahnsteige an der Schnaittachtalbahn zwischen Herbst 2009 und Sommer 2010 mit einer Länge von 140 Metern sowie einer Höhe von 55 Zentimetern neugebaut sowie mit einem Dynamischen Fahrgastinformationssystem ausgestattet.

## Betrieb
Seit 15. September 2008 wird die Strecke ausschließlich von Dieseltriebwagen der Baureihe 648 befahren, nachdem sie im Vorgriff auf die seit dem Fahrplanwechsel 2008/2009 verkehrende „Mittelfrankenbahn“ nach und nach auf die neuen Fahrzeuge umgestellt wurde. Seit 14. Dezember 2008 wird ein täglicher Stundentakt bis nach Nürnberg angeboten. Seit 2019 verkehren auch Triebwagen der Baureihe 622, in der Hauptverkehrszeit wie im Schülerverkehr in der Reihung 622 + 622 + 622.
Vorher verkehrten Dieseltriebwagen der Baureihe 614 und im Schülerverkehr mit Diesellokomotiven der Baureihe 218 bespannte n-Wagen-Garnituren.
Ab dem Fahrplanwechsel am 12. Dezember 2022 sollen zusätzliche Züge am Abend angeboten werden.
Die Regionalverkehr auf der Strecke ist Teil des Dieselnetzes Nürnberg.

## Zukunftsaussichten
Nach dem Konzept der Bayerischen Staatsregierung für mehr Elektromobilität auf der Schiene in Bayern hat Innenminister Joachim Herrmann 2018 die Strecke aus bayerischer Sicht für die Elektrifizierung vorgeschlagen. Im Zuge der geplanten Elektrifizierung der rechten Pegnitzstrecke ist auch die Aufnahme dieser Strecke ins Netz der S-Bahn Nürnberg angedacht.

## Bildergalerie

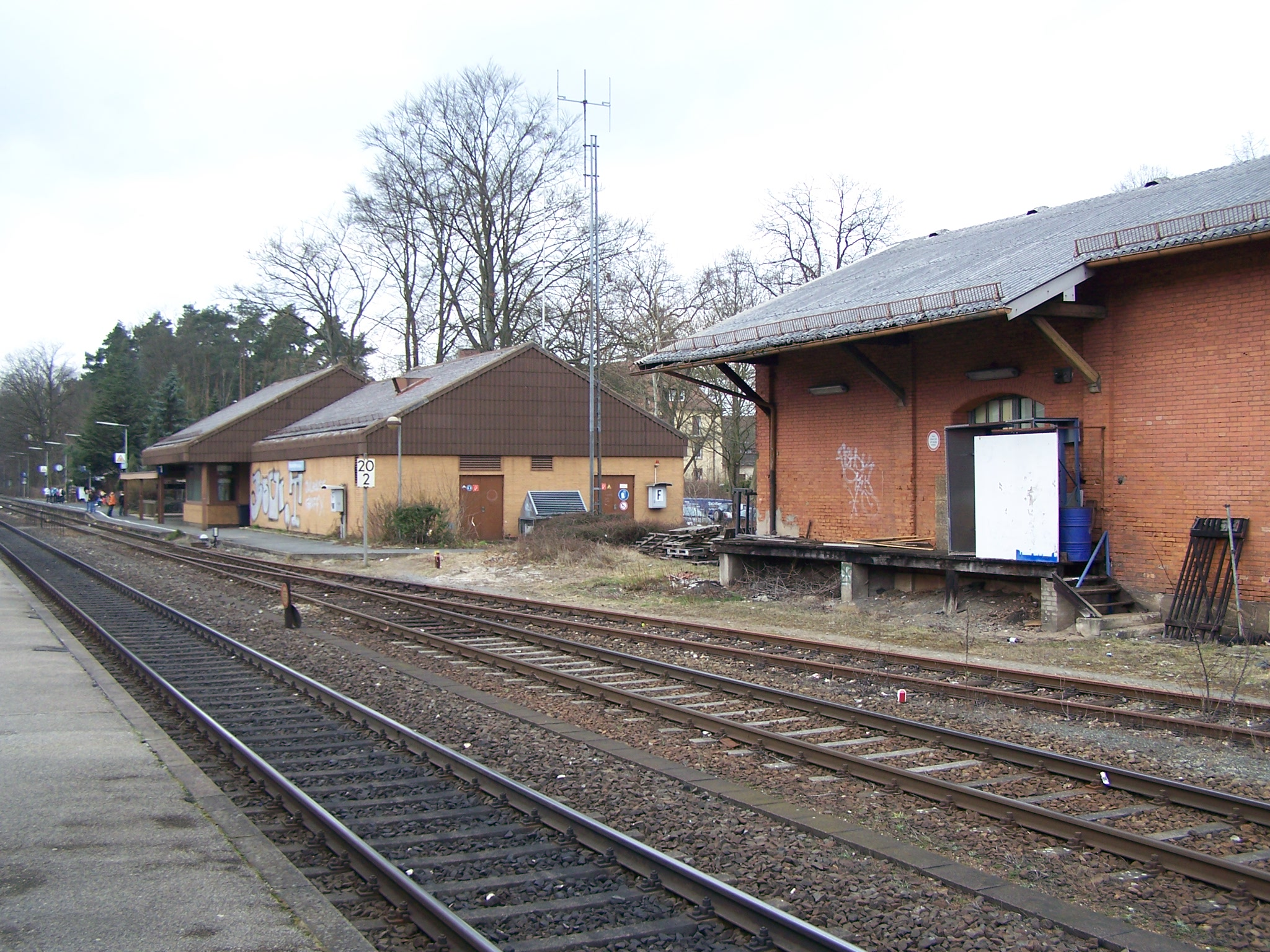
Bahnhof Neunkirchen am Sand (2008)
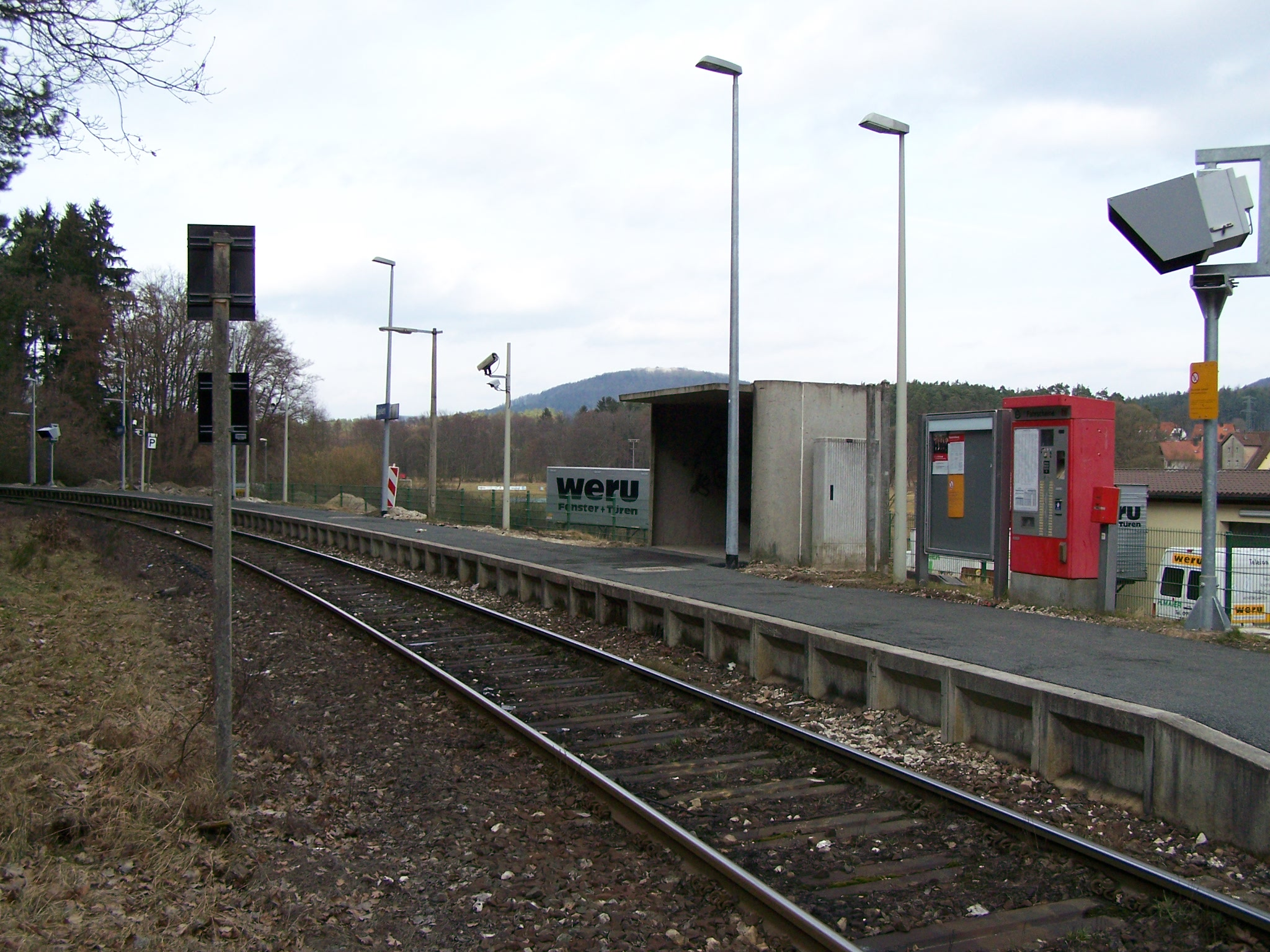
Haltepunkt Speikern (2008)
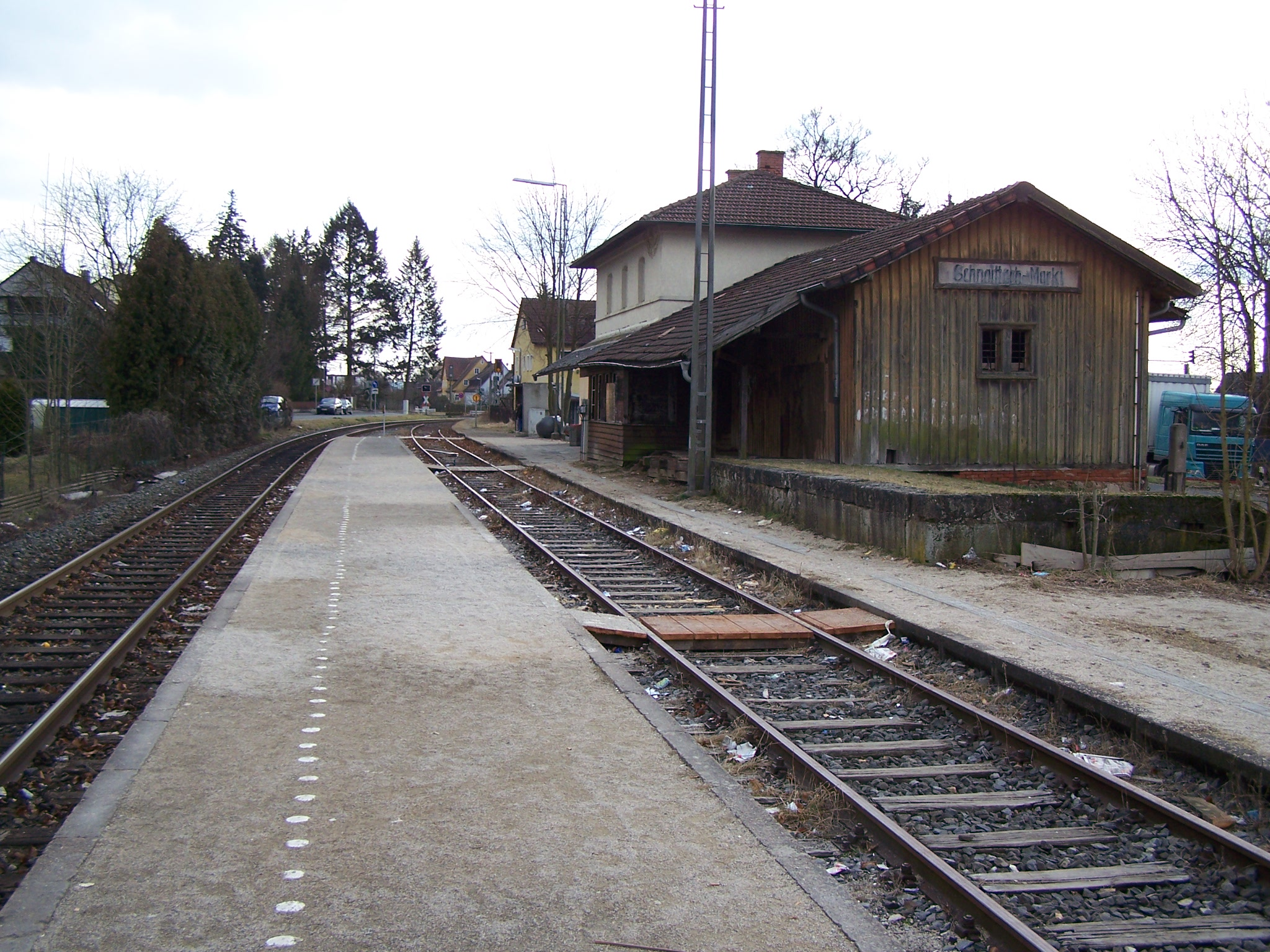
Haltepunkt Schnaittach Markt (2008)
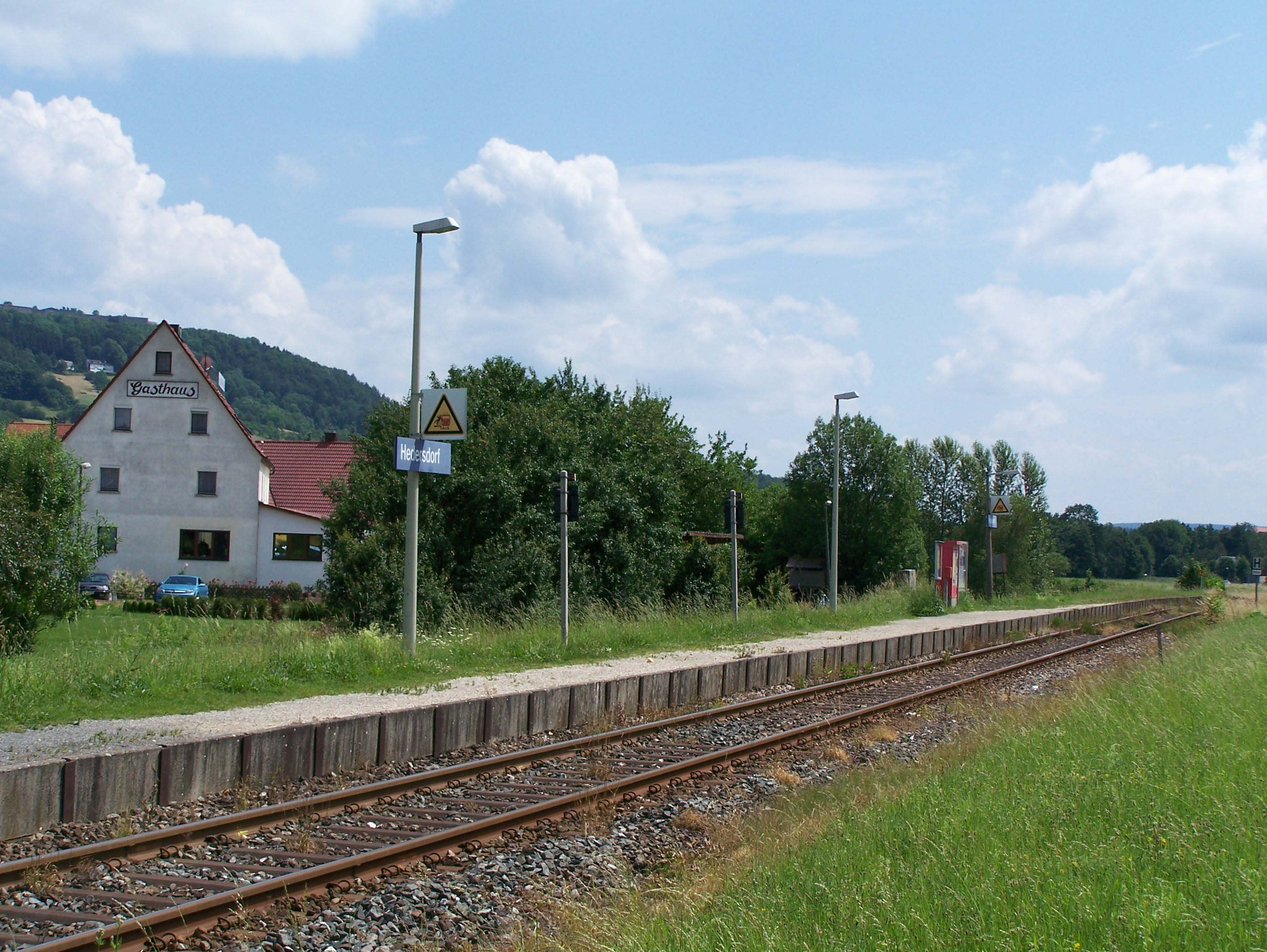
Haltepunkt Hedersdorf (2008)
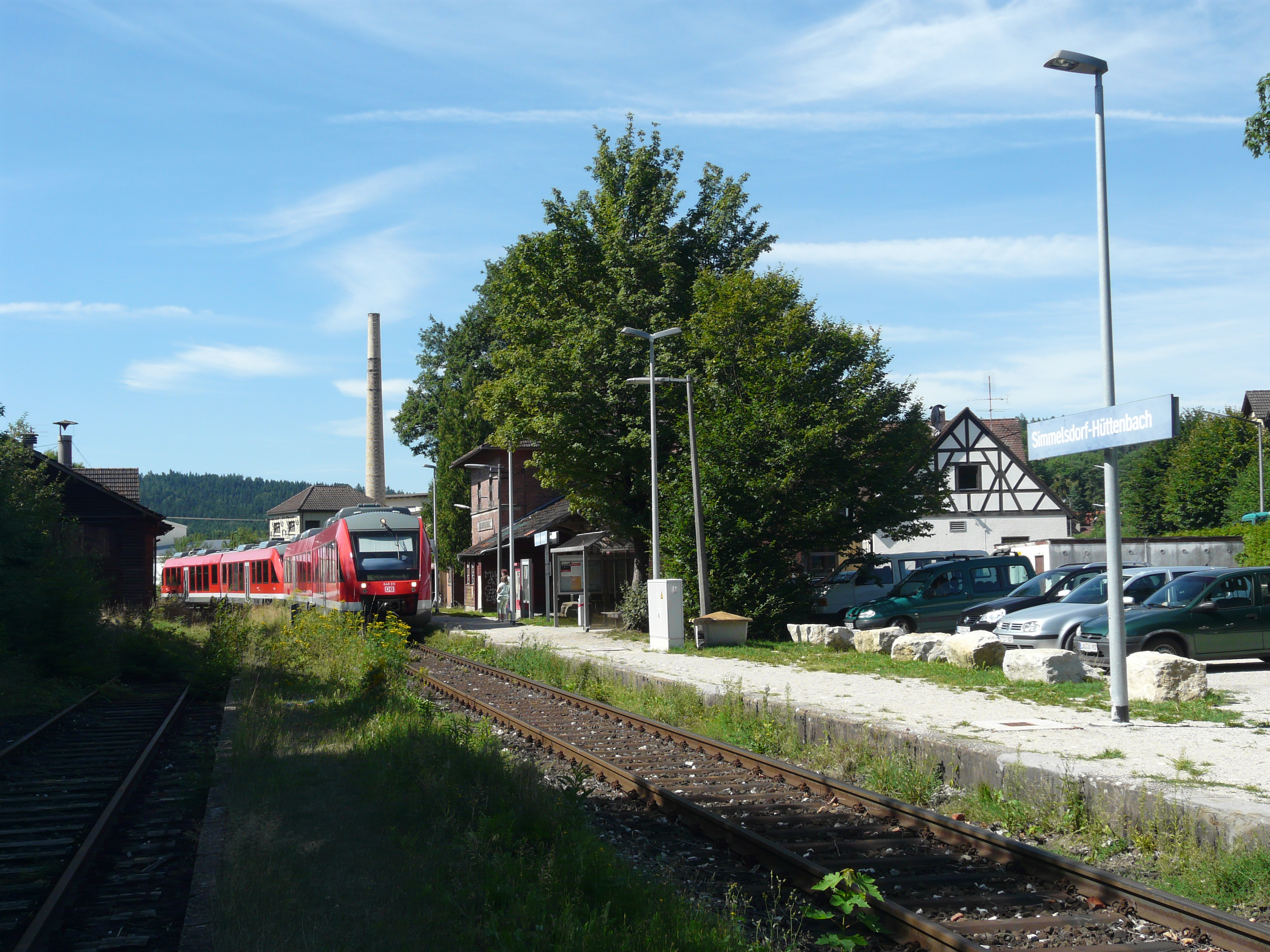
In Simmelsdorf einfahrender Personenzug (2008)
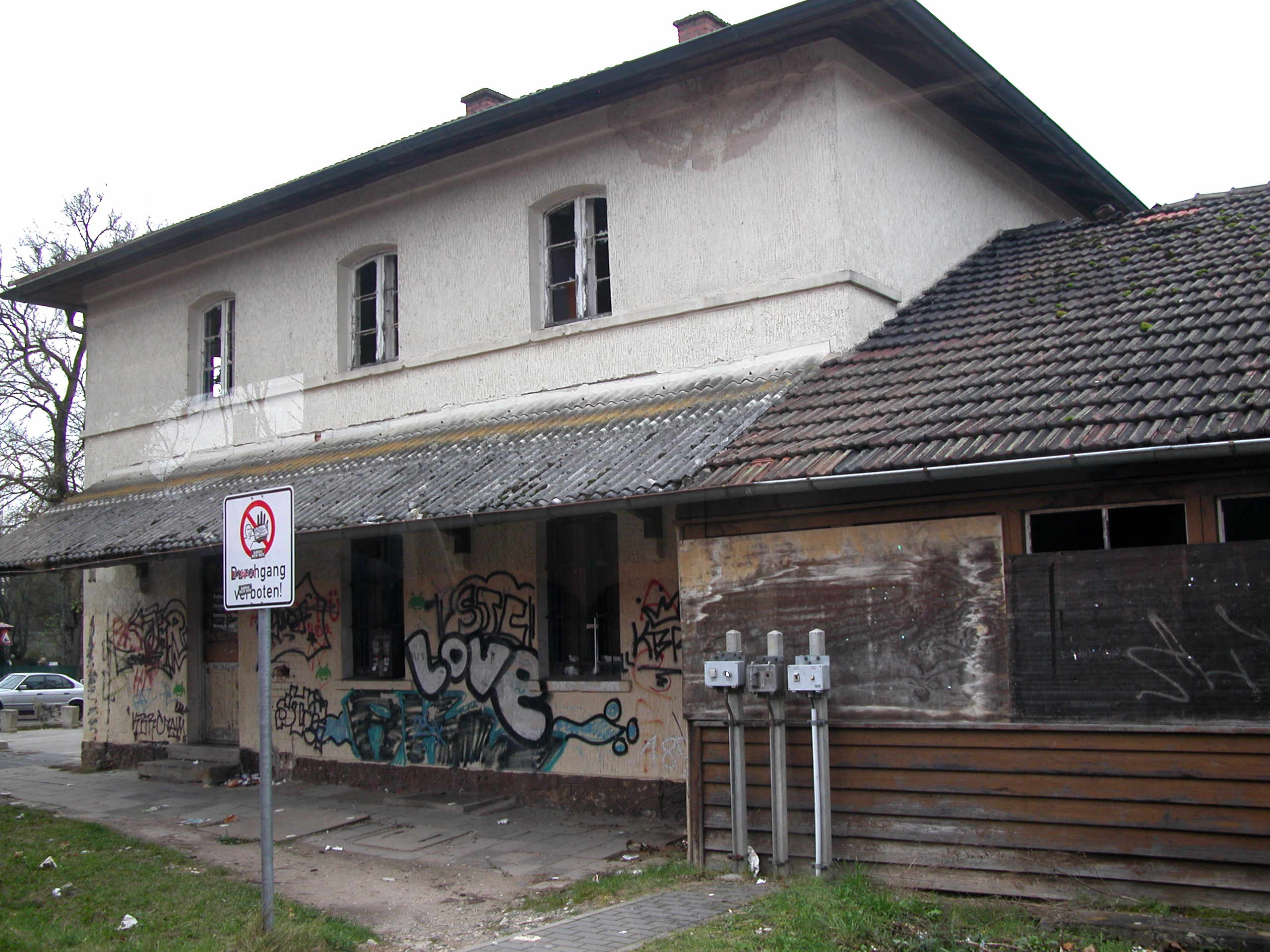
Bahnhofsgebäude Schnaittach Markt (2017)
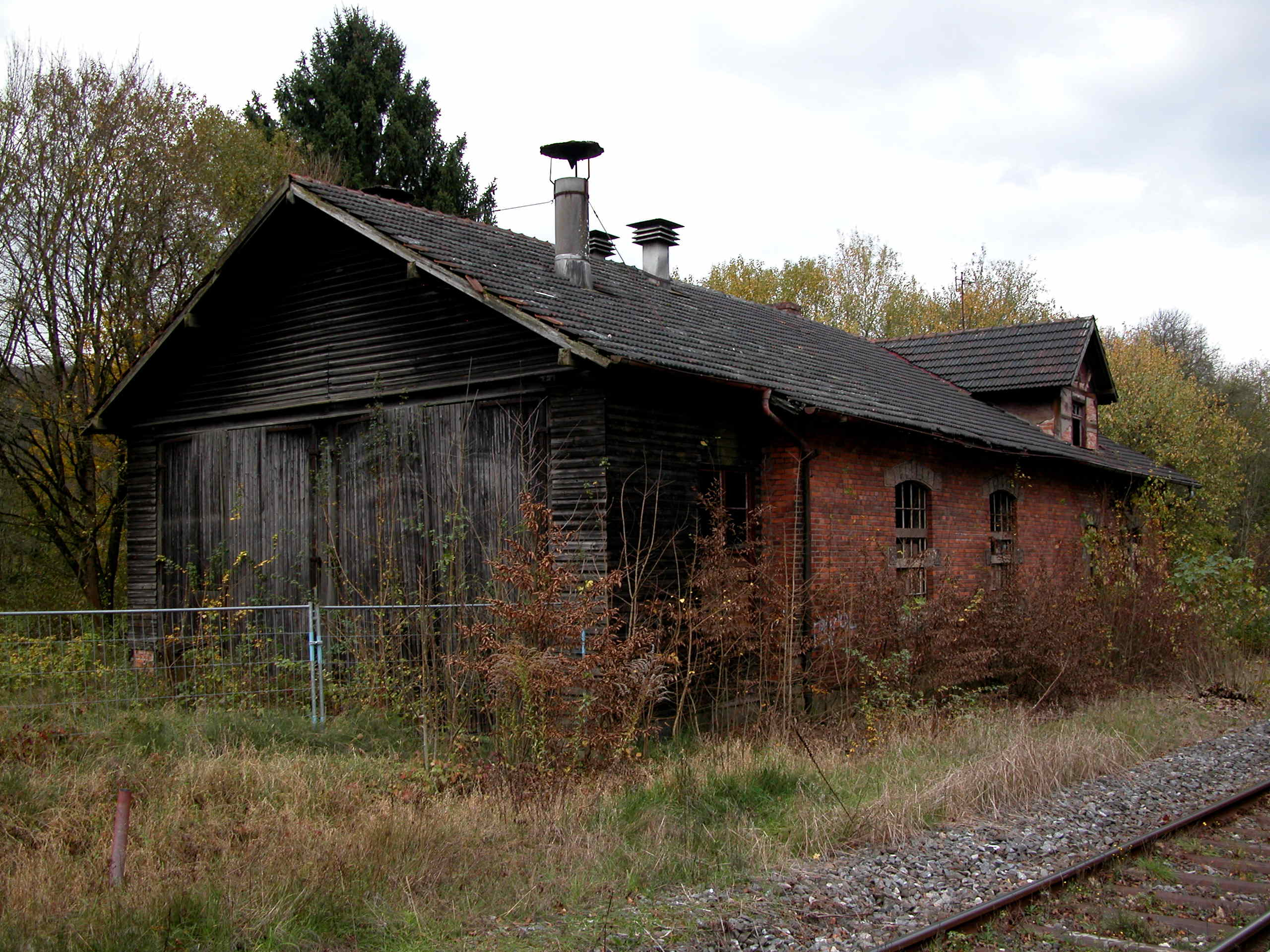
Zweiständiger Lokschuppen Simmelsdorf (2017)